# Szczepiatyn-Osada
Szczepiatyn-Osada – osada w Polsce położona w województwie lubelskim, w powiecie tomaszowskim, w gminie Ulhówek.
W latach 1975–1998 miejscowość administracyjnie należała do województwa zamojskiego.
Osada jest sołectwem w gminie Ulhówek.